# Morti nel 1996/Ottobre
| Questa pagina contiene informazioni ricavate automaticamente dalle voci biografiche con l'ausilio del template Bio e di un bot. L'aggiornamento è periodico e automatico e ricostruisce completamente la pagina. Se manca una persona in questa lista, sei pregato di non aggiungerla, ma accertati piuttosto che la sua voce biografica contenga il template Bio e che i dati anagrafici siano correttamente compilati. Se il template Bio manca, inseriscilo tu stesso o, in alternativa, metti l'avviso {{tmp\|Bio}} che ne segnala la mancanza. Se i dati riportati sono sbagliati, correggi direttamente la voce biografica; le modifiche saranno visibili in questa lista entro pochi giorni. Per chiarimenti vedi il progetto biografie. La lista contiene solo le 101 persone che sono citate nell'enciclopedia e per le quali è stato implementato correttamente il template Bio. Pagina aggiornata al 2 giu 2025. |

- 1º ottobre - Hakob Faraǰyan, sollevatore sovietico (n. 1930)
- 1º ottobre - Herbert Seifert, matematico tedesco (n. 1907)
- 2 ottobre - Andrej Lukanov, politico bulgaro (n. 1938)
- 2 ottobre - Cirillo Perron, presbitero e alpinista italiano (n. 1912)
- 3 ottobre - Tom Callahan, cestista statunitense (n. 1921)
- 3 ottobre - George Kubler, storico dell'arte statunitense (n. 1912)
- 4 ottobre - Masaki Kobayashi, regista e sceneggiatore giapponese (n. 1916)
- 4 ottobre - Silvio Piola, calciatore e allenatore di calcio italiano (n. 1913)
- 5 ottobre - Judith Allen, attrice statunitense (n. 1911)
- 5 ottobre - Aldo Barbieri, calciatore italiano (n. 1906)
- 5 ottobre - Seymour Cray, ingegnere elettronico statunitense (n. 1925)
- 5 ottobre - Richard Kröll, sciatore alpino austriaco (n. 1968)
- 5 ottobre - Guido Mazzinghi, pugile italiano (n. 1932)
- 6 ottobre - Ted Bessell, attore e regista televisivo statunitense (n. 1935)
- 6 ottobre - Egidio Crippa, calciatore italiano (n. 1913)
- 6 ottobre - Vladimir Erokhin, calciatore sovietico (n. 1930)
- 6 ottobre - Gianni Palminteri, artista e pittore italiano (n. 1924)
- 7 ottobre - Francesco Di Maggio, magistrato italiano (n. 1948)
- 7 ottobre - Izrail' Moiseevič Metter, scrittore russo (n. 1909)
- 8 ottobre - Mignon Good Eberhart, scrittrice statunitense (n. 1899)
- 8 ottobre - Francis D. Lyon, regista e montatore statunitense (n. 1905)
- 8 ottobre - David Miller, hockeista su ghiaccio canadese (n. 1925)
- 8 ottobre - William Prince, attore statunitense (n. 1913)
- 8 ottobre - Augusto Rado, tennista italiano (n. 1912)
- 9 ottobre - William L. DeAndrea, scrittore e giornalista statunitense (n. 1952)
- 9 ottobre - Ovida Delect, poetessa e politica francese (n. 1926)
- 9 ottobre - Roy Lewis, scrittore, giornalista e editore inglese (n. 1913)
- 10 ottobre - Gaetano Panazza, letterato, storico e critico d'arte italiano (n. 1914)
- 10 ottobre - Giantristano Papale, architetto e docente italiano (n. 1912)
- 11 ottobre - Lars Ahlfors, matematico finlandese (n. 1907)
- 11 ottobre - Giuseppe De Meo, statistico italiano (n. 1906)
- 11 ottobre - Roberto Ferrari, schermidore italiano (n. 1923)
- 11 ottobre - Roger Lapébie, ciclista su strada e pistard francese (n. 1911)
- 11 ottobre - Renato Russo, cantautore, musicista e compositore brasiliano (n. 1960)
- 11 ottobre - William Vickrey, economista canadese (n. 1914)
- 11 ottobre - Yeshwantrao Ghorpade, principe indiano (n. 1908)
- 12 ottobre - Chino Alessi, giornalista e scrittore italiano (n. 1919)
- 12 ottobre - Paul Fraisse, psicologo francese (n. 1911)
- 12 ottobre - René Lacoste, tennista, stilista e imprenditore francese (n. 1904)
- 13 ottobre - Ugo Pecchioli, partigiano e politico italiano (n. 1925)
- 13 ottobre - Beryl Reid, attrice britannica (n. 1919)
- 13 ottobre - Pavel Aleksandrovič Solov'ëv, ingegnere sovietico (n. 1917)
- 14 ottobre - Václav Hovorka, calciatore cecoslovacco (n. 1931)
- 14 ottobre - Laura La Plante, attrice statunitense (n. 1904)
- 14 ottobre - Vladimir Ščagin, pallavolista, allenatore di pallavolo e calciatore sovietico (n. 1917)
- 15 ottobre - Karl-Heinz Ahlheim, compositore di scacchi tedesco (n. 1933)
- 15 ottobre - Rolando Rubalcava, cestista messicano (n. 1923)
- 16 ottobre - Jason Bernard, attore statunitense (n. 1938)
- 16 ottobre - Guy Crescent, dirigente sportivo francese (n. 1920)
- 16 ottobre - Silvio Messinetti, medico, dirigente sportivo e politico italiano (n. 1902)
- 16 ottobre - Aldo Victor de Sanctis, fotografo e inventore italiano (n. 1909)
- 17 ottobre - Jaroslav Balík, regista e sceneggiatore cecoslovacco (n. 1924)
- 17 ottobre - Lorenzo Teves, politico filippino (n. 1918)
- 18 ottobre - Giuseppe Panini, imprenditore italiano (n. 1925)
- 18 ottobre - Giovanni Testa, fondista e politico italiano (n. 1903)
- 19 ottobre - René Cintrat, schermidore francese (n. 1931)
- 19 ottobre - Dante Lerda, allenatore di calcio e calciatore italiano (n. 1921)
- 19 ottobre - Luigi Rovere, imprenditore e produttore cinematografico italiano (n. 1908)
- 20 ottobre - Robert Benayoun, critico cinematografico e scrittore francese (n. 1926)
- 20 ottobre - José Antonio Espinosa, ciclista su strada spagnolo (n. 1969)
- 20 ottobre - Dag Norberg, linguista, filologo e latinista svedese (n. 1909)
- 21 ottobre - Geōrgios Zōitakīs, generale e politico greco (n. 1910)
- 22 ottobre - Edmund Black, martellista statunitense (n. 1905)
- 22 ottobre - Vito Carofiglio, francesista italiano (n. 1935)
- 22 ottobre - Howie Hoffman, cestista statunitense (n. 1921)
- 22 ottobre - Hermann Höfer, calciatore tedesco (n. 1934)
- 22 ottobre - Cesare Pellegatta, allenatore di calcio e calciatore italiano (n. 1910)
- 22 ottobre - Aldo Rizzi, storico dell'arte e giornalista italiano (n. 1927)
- 23 ottobre - Benedetto Del Castillo, politico e avvocato italiano (n. 1922)
- 23 ottobre - Giuseppe Turcato, partigiano, politico e saggista italiano (n. 1913)
- 24 ottobre - Artur Axmann, militare tedesco (n. 1913)
- 24 ottobre - Roderick Barclay, diplomatico e banchiere inglese (n. 1909)
- 24 ottobre - Gladwyn Jebb, politico e diplomatico britannico (n. 1900)
- 24 ottobre - Hyman Minsky, economista statunitense (n. 1919)
- 24 ottobre - Mario Peragallo, compositore italiano (n. 1910)
- 24 ottobre - Evgenij Poljakov, danzatore e coreografo russo (n. 1943)
- 24 ottobre - Romica Puceanu, cantante rumena (n. 1927)
- 25 ottobre - Ennio De Giorgi, matematico italiano (n. 1928)
- 25 ottobre - Solveig Gunbjørg Jacobsen, esploratrice norvegese (n. 1913)
- 25 ottobre - Vladimír Mináč, scrittore, saggista e sceneggiatore slovacco (n. 1922)
- 26 ottobre - María Alba, attrice spagnola (n. 1910)
- 26 ottobre - Mario Cenci, musicista, compositore e paroliere italiano (n. 1928)
- 26 ottobre - Aurelio Chessa, anarchico, giornalista e storico italiano (n. 1913)
- 26 ottobre - Henri Lepage, schermidore francese (n. 1908)
- 26 ottobre - Bruno Polli, violinista italiano (n. 1916)
- 26 ottobre - Giovanni Battista Zuddas, pugile italiano (n. 1928)
- 27 ottobre - Vittorio Belleli, cantante italiano (n. 1911)
- 27 ottobre - Foguinho, calciatore, allenatore di calcio e arbitro di calcio brasiliano (n. 1909)
- 27 ottobre - Marcello Mihalich, allenatore di calcio e calciatore italiano (n. 1907)
- 27 ottobre - Claudia Ruggeri, poetessa italiana (n. 1967)
- 28 ottobre - Morey Amsterdam, attore statunitense (n. 1908)
- 28 ottobre - Robert Hankey, II barone Hankey, diplomatico inglese (n. 1905)
- 28 ottobre - Karol Jokl, calciatore cecoslovacco (n. 1945)
- 28 ottobre - Paul Lambert, pallanuotista francese (n. 1908)
- 28 ottobre - Franca Magnani, giornalista italiana (n. 1925)
- 29 ottobre - Christophe Munzihirwa Mwene Ngabo, arcivescovo cattolico della Repubblica Democratica del Congo (n. 1926)
- 29 ottobre - Maximino Romero de Lema, arcivescovo cattolico spagnolo (n. 1911)
- 30 ottobre - Roberto Belangero, calciatore e allenatore di calcio brasiliano (n. 1928)
- 30 ottobre - Rohan Butler, storico e diplomatico statunitense (n. 1917)
- 30 ottobre - Frank Kurtz, tuffatore e aviatore statunitense (n. 1911)
- 31 ottobre - Marcel Carné, regista e sceneggiatore francese (n. 1909)